# Jürgen Julier
Jürgen Julier (* 7. August 1942 in Mainz; † 20. Mai 1994 in Berlin) war ein deutscher Kunsthistoriker und Denkmalpfleger. Seit 1984 war er Direktor der Staatlichen Schlösser und Gärten in Berlin.

## Leben
Der Pfälzer aus Diedesfeld an der Weinstraße studierte von 1961 bis 1973 an der Universität Heidelberg Kunstgeschichte, Germanistik und Romanistik und engagierte sich für die Sanierung der Heidelberger Altstadt. Nach seiner Promotion zum Dr. phil. arbeitete er von 1973 bis 1976 im Rahmen eines Stipendiums des Deutschen Studienzentrums in Venedig und erforschte dort insbesondere die Stucky-Mühle. Von 1976 bis 1984 arbeitete er für das Bayerische Landesamt für Denkmalpflege und war zuständig für den Bereich Westliches Unterfranken.
Ab 1982 wirkte er zudem als Lehrbeauftragter der Universität Bamberg.
Im Jahr 1984 wurde er als Nachfolger von Martin Sperlich zum Direktor der Verwaltung der Staatlichen Schlösser und Gärten Berlin berufen. Dieses Amt übte er bis zu seinem frühen Tode aus. Sein Grab befand sich auf dem Friedhof in Diedesfeld.

## Schriften (Auswahl)
- Das Bibiena-Haus Haspelgasse 12. In: Heidelberger Fremdenblatt. Ausgabe Dezember, 1969, ZDB-ID 1323012-8, S. 9 f.
- Heidelberger Altstadtsteckbrief. Veränderungen an der Peterskirche? In: Heidelberger Fremdenblatt. Ausg. Mai, 1970, S. 18 f.
- Schmiedeeisen. Schuler, München 1973, ISBN 3-7796-5101-7.
- Pfarr- und Wallfahrtskirche Retzbach, Main. Diözese Würzburg, Reg.-Bez. Unterfranken (= Kleine Kunstführer. Band 1150). Schnell & Steiner, München/Zürich 1978, DNB 800228995.
- Studien zur spätgotischen Baukunst am Oberrhein (= Heidelberger kunstgeschichtliche Abhandlungen. NF 13). Winter, Heidelberg 1978, ISBN 3-533-02715-5 (Zugleich: Heidelberg, Universität, Dissertation, 1973).
- Il Mulino Stucky a Venezia (= Centro Tedesco di Studi Veneziani [Hrsg.]: Quaderni 7). Venedig 1978 (PDF; 14,6 MB).
- Venezia nella cultura artistica tedesca dell’Ottocento. In: Incontri italo-tedeschi al volgersi del diciannovesimo secolo (= Centro Tedesco di Studi Veneziani [Hrsg.]: Quaderni. 22, A). 1982, ZDB-ID 193669-4, S. 63–87.